# Scandalo Wirecard

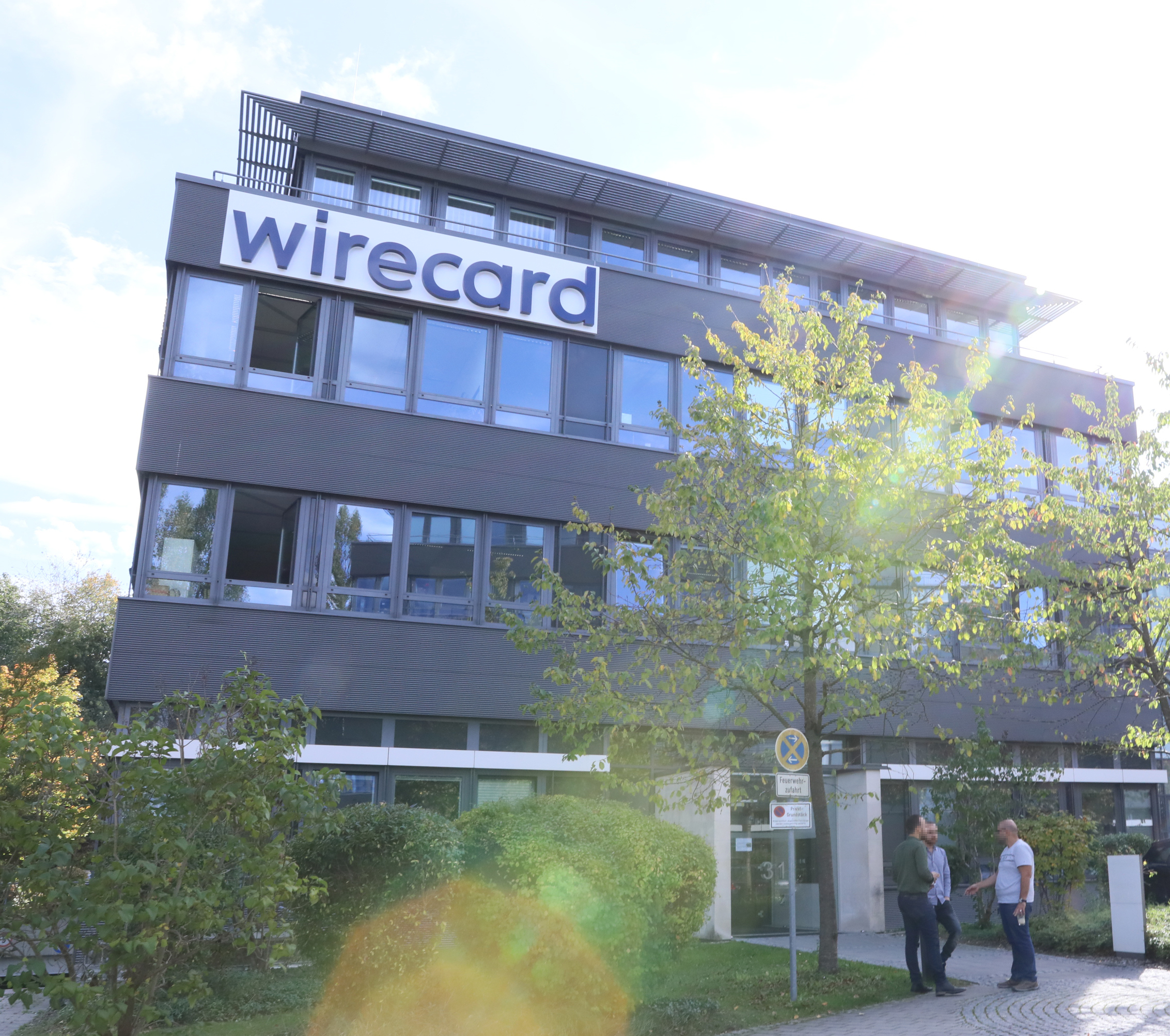
Il quartier generale di Wirecard, perquisito il 1º luglio 2020 dalle autorità tedesche.

Lo scandalo Wirecard (in tedesco: Wirecard-Skandal) è stata una serie di pratiche commerciali corrotte e di rapporti finanziari fraudolenti che hanno portato all'insolvenza di Wirecard, un'azienda di elaborazione dei pagamenti e di servizi finanziari con sede a Monaco, in Germania. La società faceva parte dell'indice DAX. Offriva ai clienti transazioni di pagamento elettronico e servizi di gestione del rischio, nonché l'emissione e l'elaborazione di carte fisiche. La filiale, Wirecard Bank AG, possedeva una licenza bancaria e aveva contratti con diverse società di servizi finanziari internazionali.

## Accuse
Le accuse di negligenza contabile hanno seguito la società sin dai primi giorni della sua costituzione, raggiungendo un picco nel 2019 dopo che il Financial Times ha pubblicato una serie di indagini insieme a denunce di informatori e documenti interni. Il 25 giugno 2020 Wirecard ha presentato istanza di insolvenza dopo aver rivelato che 1,9 miliardi di euro erano "mancanti", e le dimissioni e l'arresto del suo CEO Markus Braun. Sono state sollevate domande sul fallimento normativo da parte dell'Autorità Federale di Vigilanza Finanziaria (BaFin), il principale organo di controllo finanziario della Germania, e sulla possibile negligenza del revisore contabile di lunga data di Wirecard, Ernst & Young.

### Whistleblower
Il 20 Maggio 2021, Pav Gill, all'epoca legale senior di Wirecard a Singapore responsabile di tutti gli aspetti legali per Wirecard nell'area Asia-Pacific, ha rivelato alla stampa di essere il whistleblower che ha fornito i documenti incriminanti sulla frode finanziaria al Financial Times.

## Documentario
Nel 2022 Netflix ha pubblicato Skandal! Il caso Wirecard, un documentario che racconta "le menzogne, lo spionaggio, i trucchi sporchi" della società e come i giornalisti del Financial Times e i collaboratori di KPMG abbiano scoperto la verità dietro i rapporti finanziari fraudolenti di Wirecard.